# Interarytenoidpachydermie
Eine Interaryt(a)enoidpachydermie ist eine Form einer Pachydermie zwischen den Stellknorpeln an der Innenseite der Hinterwand des Kehlkopfes.
Die Ursache dieser seltenen Veränderung, die nur bei Erwachsenen auftritt, ist unbekannt. 
Infrage kommt eine Laryngitis gastrica (Laryngopharyngealer Reflux). Das Epithel der Kehlkopfschleimhaut ist dabei im genannten Bereich stark verdickt, weißlich und deutlich gerunzelt, wie mit kleinen Wärzchen bedeckt. Bei der Stimmbildung (Phonation) wölbt sich die verdickte Schleimhaut gelegentlich hahnenkammartig vor (Hahnenkamm nach Laurens).
Die bei der Spiegeluntersuchung des Kehlkopfes deutlich sichtbare Veränderung bedarf keiner speziellen Behandlung. Krebsige Entartungen entstehen in diesem Bereich praktisch nie, zudem besteht bei operativen Eingriffen in diesem Bereich die Gefahr einer narbigen Behinderung der Stimmbandbeweglichkeit.